# Jordan Morris (guionista)
Jordan David Morris (Youngstown, Ohio, 22 de abril de 1985) es un guionista y podcaster estadounidense.